# Philippa Scott
Felicity Philippa Talbot-Ponsonby, conhecida como Phillipa, Lady Scott (Bloemfontein, 22 de novembro de 1918 — 5 de janeiro de 2010) foi uma conservacionista britânica, viúva de Peter Scott.